# Thom Tillis
Thom Tillis, właśc. Thomas Roland Tillis (ur. 30 sierpnia 1960 w Jacksonville, Floryda) – amerykański polityk, senator ze stanu Karolina Północna od roku 2015, członek Partii Republikańskiej.